# Eli Whitney Blake, Jr.

Professor Eli Whitney Blake Jr

Eli Whitney Blake Junior

Eli Whitney Blake, Jr. (* 20. April 1836 in New Haven, Connecticut; † 10. Januar 1895 in Hampton, Connecticut) war ein amerikanischer Physiker.

## Akademische Laufbahn
Sein Vater war Eli Whitney Blake, Sr., der Erfinder des dampfbetriebenen Steinbrechers, und Großneffe von Eli Whitney, dem Erfinder der Egreniermaschine. Seine Mutter war Eliza Maria O’Brian, die Ur-Enkelin von Rev. James Pierpont, einem der Gründer der Yale University. Er hatte elf Geschwister, davon 5 Brüder, von denen vier ebenfalls in Yale studierten, und 6 Schwestern.
Auch Eli Whitney Jr. zeigte bereits früh Interesse am Experimentieren: als Kind verlor er beim Experimentieren mit Schießpulver einige Fingerglieder.
Er graduierte 1857 in Yale, lehrte darauf ein Jahr an einer Privatschule in Unionville, Connecticut, bevor er seine Studien fortsetzte, zunächst an der Sheffield Scientific School in New Haven, dann dreieinhalb Jahre in Deutschland, wo er in Heidelberg bei Robert Wilhelm Bunsen und Gustav Robert Kirchhoff, in Marburg bei Hermann Kolbe, und in Berlin bei Heinrich Wilhelm Dove und Heinrich Gustav Magnus vor allem Chemie, aber auch Physik studierte. Nach seiner Rückkehr in die Vereinigten Staaten lehrte er diese beiden Fächer auch pro tempore von 1866 bis 1867 an der University of Vermont in Burlington. Von 1868 bis 1869 war er Professor für Physik am Columbia College in New York und von 1869 bis 1870 an der neu eröffneten Cornell University.
Im Jahr 1869 spendeten Rowland Gibson Hazard und dessen Sohn Rowland Hazard 40.000 Dollar für eine Professur an der Brown-Universität und bestimmten, auf Empfehlung von Präsident Caswell, dass die Mittel für eine "Hazard-Professur für Physik" verwendet werden, auf die Eli Whitney Blake ernannt wurde. 1870 folgte er dann einem Ruf an die Brown University, wo er den Lehrstuhl für Physik bis zu seinem Tode 1895 innehatte.
Zwei Mitglieder von Blakes erste Klasse, Junioren John J. Holbrook 1872 und Edwin A. Herring 1872 wurden von seinen Vorlesungen inspiriert, eine telegraphische Leitung zwischen ihren Zimmern an gegenüberliegenden Enden der Universitätshalle zu installieren.
1887–1888 schenkte Arnold Grün der Fakultät die physikalischen Apparate eines Barometers, Solar-Radiometer, Hygrometer,  die von Professor Alexis Caswell 1822 in seine meteorologischen Beobachtungen verwendet worden waren.
1891 wurde Wilson Hall für das  Physik-Department eröffnet. Whitneys Vortragsraum wurde 1891–92 für zwei University Extension-Kurse, eingesetzt,  einer in der Mechanik und der andere in Strom, wurden von William D. Berg gegeben. Mit dem ersten Ph.D. Abschluss in Physik  wurde Albert DeForest Palmer 1895 ausgezeichnet. Im nächsten Jahr erwarb Otis E. Randall einen Doktortitel in der Mechanik.
Blake forschte vor allem zu Akustik und Elektrizität. Er entwickelte in den Jahren 1876 und 1877, kurz nachdem Alexander Graham Bell das Telefon patentiert hatte, gemeinsam mit John Peirce und William F. Channing einen Telefonempfänger, der eine wesentlich höhere Klangtreue besaß als Bells patentierter Prototyp.

## Familie
Blake war verheiratet mit Helen Mary Rood, mit der er eine Tochter Alida Gouverneur Blake (die Barcley Hazard heiratete) und einen Sohn Eli Whitney Blake III. (* 13. Februar 1867) hatte. Nach dem Tod seiner Frau im Jahre 1869,  heiratete er am 9. Juni 1881 in zweiter Ehe Elizabeth Almy Ellery Vernon, die ihn überlebte.

## Veröffentlichungen
- Original solutions of several problems in aerodynamics Publisher: Tuttle, Morehouse & Taylor, printers, New Haven 1882
- Summer Birds of Santa Cruz Island, California (October 1, 1887)